# Ксенофонтова, Елена Юрьевна
Еле́на Ю́рьевна Ксенофо́нтова (род. 17 декабря 1972, Хромтау, Актюбинская область, Казахская ССР, СССР) — российская актриса театра и кино. Заслуженная артистка России (2006).

## Биография
Родилась 17 декабря 1972 года в городе Хромтау Казахской ССР.
В конце 1980-х годов вместе с семьей переехала в Кремёнки. Окончила школу № 1 имени Е. Р. Дашковой в 1991 году. В 1994 году поступила на актёрское отделение ВГИКа (курс Марлена Хуциева, актёрская группа Иосифа Райхельгауза), окончила вуз в 1998 году. Далее работала в Московском театре «Школа современной пьесы», в 2000—2013 годах — в Московском драматическом театре п/р Армена Джигарханяна.

## Личная жизнь
В первый раз вышла замуж в 19 лет за Игоря Липатова, через 11 лет они развелись.
Причиной развода стал роман Ксенофонтовой с продюсером Ильёй Неретиным (род. 1964). В этих отношениях у пары родился сын Тимофей Неретин (род. 12 марта 2003), но уже в декабре 2003 года отношения закончились из-за измены продюсера.
9 лет находилась в фактическом браке с адвокатом Александром Рыжих, 10 февраля 2011 года родилась дочь Софья Рыжих. В 2016 году пара со скандалом рассталась. 30 декабря 2022 года вышла замуж за адвоката Алексея Куликова. Развелась в 2023 году.

## Признание и награды
- Лауреат премии имени Тамары Макаровой «За работы в театре и кино за время обучения в институте».
- Заслуженная артистка России (2006).[3]

## Творчество

### Роли в театре

#### Московский театр «Школа современной пьесы»
- 1995 — «Миссис Лев» — Татьяна
- 1996 — «По поводу обещанного масла» — Королева
- 1997 — «С приветом, Дон Кихот» — Дульсинея
- 1999 — «Чайка» А. П. Чехова — Нина Заречная

#### Московский драматический театр п/р Армена Джигарханяна
- 2000 — «Возвращение домой» — Рут
- 2000 — «Сердце не камень» — Bepa Филипповна
- 2001 — «Закрой глазки — расскажу тебе сказки» — Жанна
- 2001 — «Безумный день, или Женитьба Фигаро» Бомарше — графиня
- 2001 — «Три сестры» А. П. Чехова — Наташа
- 2004 — «Требуется лжец!» — Дженни
- 2009 — «Мона» по пьесе Себастьяна «Безымянная звезда» — Мона
- 2013 — «Башня смерти» по мотивам пьесы Роберта Болта «Vivat! Vivat Regina!» — королева Елизавета

### Проект «Другой театр» (Москва)
- 2009 — «КТО» по пьесе Ариэля Дорфмана «Смерть и дева» — Анна[10]

### Продюсерский центр «Оазис» — «Современный театр антрепризы»
- 2010 — «Наши друзья ЧЕЛОВЕКИ», по пьесе Бернара Вербера «Наши друзья человеки» — Саманта

### Творческое объединение «Дуэт»
- 2012 — «ДАМА и её мужчины», по пьесе Майкла Кристофера «Дама и кларнет» — Люба

### Театр «Квартет И»
- 2016 — «…в Бореньке чего-то нет» — Инна

### Активный театр (Москва)
- 2016 — «Председатели земного шара», по пьесе О. Погодиной-Кузминой — Лиля Брик

### Фильмография
| Год       |   | Название                         | Роль |
| --------- | - | -------------------------------- | --- |
| 2002      | с | Тайга. Курс выживания            | Наташа |
| 2003      | с | Лучший город Земли               | Марина Слуцкая |
| 2003      | с | Небо и земля                     | Варвара |
| 2004      | с | Красная капелла                  | Элен Сорель |
| 2004      | с | Курсанты                         | Мария Лиховол |
| 2005      | с | Сатисфакция                      | Екатерина Панина, графиня                                                                                           |
| 2006      | с | Главный калибр                   | Катерина |
| 2006      | с | Карамболь                        | Наталья Силантьева                                                                                                  |
| 2006      | с | Охота на гения                   | Жанна Стрешинская                                                                                                   |
| 2006      | с | Театр обречённых                 | Анна Железняк |
| 2007      | ф | Год Золотой Рыбки                | Нина Павлова |
| 2007      | с | Дочки-матери                     | Ирина Ярская |
| 2007      | с | Предел желаний                   | Юля |
| 2007      | с | Формула стихии                   | Варвара Дмитриевна Шевченко                                                                                         |
| 2007      | ф | Ярик                             | Елена Захарова, мать Ярика                                                                                          |
| 2008      | ф | Женщина, не склонная к авантюрам | Ирина Андреевна Колыванова                                                                                          |
| 2008      | ф | Зачем ты ушёл?                   | Марта Николаевна Транквилицкая                                                                                      |
| 2008      | ф | Ночь закрытых дверей             | Саша |
| 2008      | с | Сердцеедки                       | Софья Печорина |
| 2008      | ф | Спящий и красавица               | Елена |
| 2009      | с | Клуб (шестой сезон)              | главный редактор журнала «Стилиссимо»                                                                               |
| 2009      | с | Логово Змея                      | Анна |
| 2009      | ф | Осенние заботы                   | Лариса Прокофьева                                                                                                   |
| 2009      | ф | Право на помилование             | Алёна Владимировна Васильева                                                                                        |
| 2010      | с | Гаражи                           | Вера Дерюгина |
| 2010      | с | Застывшие депеши                 | Маша |
| 2010      | ф | Плен страсти                     | Мария Фёдоровна Андреева, прима Московского Художественного театра, любовница писателя Алексея Максимовича Горького |
| 2012      | с | Право на правду                  | Ольга Байкова |
| 2014      | с | До свидания, мальчики            | Анастасия Ивановна                                                                                                  |
| 2014      | с | Хорошие руки                     | Ольга Савельева |
| 2015      | с | Три королевы                     | Элла Дмитриевна Погодина                                                                                            |
| 2015—2016 | с | Кухня                            | Элеонора Андреевна Галанова, владелица бутик-отеля Eleon, бывшая жена Виктора Баринова                              |
| 2016—2017 | с | Отель «Элеон»                    | Элеонора Андреевна Галанова, владелица бутик-отеля Eleon                                                            |
| 2018      | с | Гранд                            | Элеонора Андреевна Галанова, владелица бутик-отеля Grand Lion                                                       |
| 2019      | с | Кухня. Война за отель            | Элеонора Андреевна Галанова, владелица бутик-отеля New Eleon                                                        |
| 2021      | с | Не оглядывайся назад             | Наталья Петровна, владелица строительной фирмы, мать Артура Верняева                                                |
| 2021      | ф | Новенький                        | мама Жука |
| 2022      | ф | Молодой человек                  | Елена Владимировна                                                                                                  |
| 2022      | с | Дом с чужими тайнами             | Ольга, жена Станислава                                                                                              |